# Estudio de dibujos animados de Metro-Goldwyn-Mayer
El estudio de dibujos animados de Metro-Goldwyn-Mayer fue un estudio de animación estadounidense operado por Metro-Goldwyn-Mayer durante la era dorada de la animación estadounidense. Activo desde 1937 hasta 1957, el estudio era el responsable de la producción de cortometrajes animados para acompañar a las películas de MGM en los Teatros Loews. En ellos se incluían personajes populares como Barney Bear, Droopy, la Ardilla Loca, George y Junior o Tom y Jerry.
Antes de formar su propio estudio de dibujos animados, MGM distribuyó los trabajos Flip the Frog y Willie Whopper del productor de animación independiente Ub Iwerks desde 1930 a 1934, y más tarde la serie Happy Harmonies de Hugh Harman y Rudolf Ising desde 1934 a 1938. El estudio fue fundado para sustituir a Harman e Ising, contratando a la mayoría del personal de ambos dibujantes. Después de un comienzo lento, el estudio comenzó a despegar en 1940 después de su cortometraje animado The Milky Way que se convirtió en la primera caricatura no-Disney para ganar el Óscar al mejor cortometraje animado. La lista de talentos del estudio se benefició de un éxodo de animadores, como Tex Avery, de los estudios Warner Bros. y Disney, que se enfrentaban a problemas con los trabajadores sindicalizados. Originalmente establecido y dirigido por el ejecutivo Fred Quimby, en 1955 William Hanna y Joseph Barbera, los escritores-directores de los dibujos animados de Tom y Jerry, se convirtieron en los jefes del estudio. 
El estudio cerró el 15 de mayo de 1957, y Hanna y Barbera tomaron parte del personal para formar su propia compañía, Hanna-Barbera. Las producciones sucesoras estuvieron a cargo de animadores exteriores, como Gene Deitch desde 1961 a 1962 (en la segunda temporada), y Chuck Jones desde 1963 a 1967 (en la tercera temporada).